# Liu Xia (poeta)
Liu Xia (en chino: 劉霞, Pekín, 1 de abril de 1961) es una artista china que se ha dedicado a varios campos: la poesía, la pintura y la fotografía. Sus fotografías en blanco y negro están muy influidas por la caligrafía china (que es el punto de partida de las artes plásticas en este país) y son un instrumento para defender la libertad de expresión. Esposa del activista chino Liu Xiaobo, ha estado sometida a arresto domiciliario por el régimen chino.

## Biografía
Liu Xia era funcionaria en una oficina de impuestos en Pekín.  Conoció a su marido, Liu Xiaobo, en la década de 1980 y se casaron mientras este estaba detenido en un campo de reeducación entre 1996 y 1999. Liu Xia transmitió de manera constante los mensajes de su marido desde la cárcel, hablando en nombre de ambos sobre los derechos humanos. Su marido murió el 13 de julio de 2017 de cáncer de hígado mientras cumplía una condena de 2008 a 11 años de prisión por contribuir a la redacción de la Carta 08, pese a que Liu Xia le pidiera que no se involucrase. 
Con la entrada en prisión de Liu Xiaobo, ella fue puesta bajo arresto domiciliario y sus condiciones de vida fueron limitadas hasta casi la pobreza, lo que la afectó mentalmente y debido a esto está mentalmente debilitada.
En mayo de 2011, el Grupo de Trabajo sobre Detención Arbitraria de la ONU hizo una declaración en la que declaró que "la privación de libertad de Liu Xia, en contravención de los artículos 9, 10 y 19 de la Declaración Universal de Derechos Humanos, es arbitraria y corresponde a las categorías II y III de las categorías aplicables a los casos presentados al Grupo de Trabajo" y pidió que se pusiera fin inmediatamente al arresto domiciliario.
Después de la muerte y sepultura en el mar de Liu Xiaobo, Liu Xia, -como dijo su amiga Liao Yiwu, poeta y disidente china que vive en el exilio en Alemania-, vivió un tiempo en la ciudad de Dali, en la provincia de Yunnan, junto con su hermano menor Liu Hui. Cuando los amigos y la familia de Liu Xia declararon que había regresado a Pekín el 4 de agosto de 2017, diplomáticos alemanes y estadounidenses trataron de visitar su piso, pero los guardias que lo custodiaban les detuvieron. Los diplomáticos de la embajada alemana dijeron que tratarían de presionar al gobierno chino para que restableciera la libertad de movimiento a Liu Xia, aunque los funcionarios chinos dijeron que Liu Xia era libre y podía moverse según la ley china. En mayo de 2018 se informó de que sufría depresión clínica y el 10 de julio de 2018 se confirmó que Liu Xia abandonaba China con destino a Alemania para someterse a un tratamiento médico.
El mismo día, su hermano menor, Liu Hui, que permanecía en China, escribió en WeChat que Liu Xia voló a Europa para comenzar su nueva vida allí y que estaba agradecido a todos los que la estaban ayudando en los últimos años. Liu Hui fue condenado a 11 años de prisión por fraude en 2013, pero liberado en 2015 bajo fianza y con la obligación de cumplir unas condiciones estrictas. El activista chino de los derechos humanos Hu Jia dijo que Liu Hui, mientras permaneciera en China, sería utilizado como rehén. Liu Xia ha insistido durante mucho tiempo en que su hermano menor debe ir con ella desde China, también por temor a que la presencia de Liu Hui en China se utilice para limitar su libertad de expresión en el extranjero.